# Stazione radio base ad isola
Una stazione radio base ad isola è una stazione radio base che non è collegata alla rete elettrica. Questa impossibilità di collegamento può essere causata da vari motivi: la zona è particolarmente impervia e difficile da raggiungere, o semplicemente si tratta di una zona in cui non vi sono infrastrutture civili, e quindi gli investimenti per l'installazione della rete non sarebbero giustificati.
L'energia è un tema di crescente importanza nel settore delle telecomunicazioni. La diffusione capillare delle reti ha portato alla necessità di installare un numero sempre maggiore di stazioni radio base. A volte queste strutture devono essere posizionate anche in luoghi dove la rete elettrica non è disponibile. L'obiettivo principale di questo tipo di dispositivi è quello di avere energia a disposizione ad affidabilità molto elevata ed a costi contenuti.
La soluzione standard, nei luoghi dove la rete non è presente, è quella di ricorrere a generatori diesel con costi di gestione e impatto ambientale molto più elevati.
Una nuova possibilità è quella di utilizzare le fonti di energia rinnovabile disponibili in loco. Tali fonti di energia possono venire utilizzate, assieme ad un sistema di alimentazione ausiliario, per fornire l'alimentazione necessaria al funzionamento delle  stazioni radio base.

## Funzionamento
Il sistema di produzione di energia è un sistema misto composto da:
- un impianto fotovoltaico
- un generatore eolico
- un generatore elettrochimico, composto da 4 celle a combustibile

L'accumulo di energia viene realizzato mediante un pacco di batterie al piombo acido.
Gli accumulatori sono normalmente dimensionati per avere un'autonomia di 5 giorni consecutivi, in assenza totale di carica; questo per fare in modo che i manutentori abbiano uno spazio di manovra nel quale raggiungere l'elemento non funzionante e sostituirlo.
I sistemi a fonte rinnovabile producono energia quando questa è disponibile in funzione delle condizioni atmosferiche; l'energia prodotta in eccesso rispetto al consumo viene accumulata nelle batterie. Le sorgenti rinnovabili sono dimensionate per sostenere il carico prioritario per 365 giorni/anno in condizioni di irraggiamento solare e di ventilazione medie per il sito considerato.
Le celle a combustibile intervengono solo in caso di emergenza: quando la carica residua delle batterie è prossima a un valore minimo prestabilito. La potenza elettrica di questa sorgente è sufficiente ad alimentare il carico prioritario (e a ricaricare lentamente le batterie), fino a quando le batterie non vengano ricaricate dalle altre sorgenti o fino all'esaurimento del combustibile. In particolare la sorgente di emergenza (celle a combustibile) è dimensionata per alimentare il carico prioritario per ulteriori 10 giorni in condizioni di assenza totale di ricarica solare o eolica.
L'impianto è progettato per operare con intervento del manutentore programmato e limitato al minimo data l'ubicazione solitamente remota del sito (tipicamente una volta all'anno, per la sostituzione dei serbatoi del combustibile e il rabbocco d'acqua distillata per le batterie).

## SIMEA
Il sistema modulare integrato di alimentazione ad energie alternative (SIMEA) è una stazione radio base ad isola con le caratteristiche della riduzione di costi, delle emissioni e dell'impatto ambientale dei sistemi di alimentazione delle stazioni radio base. La strategia usata è quella che prevede lo sfruttamento delle energie rinnovabili disponibili localmente (energia solare, energia eolica...), integrata con la riduzione dei consumi e l'adozione di generatori ad alta affidabilità e bassi consumi.
Il sistema  SIMEA utilizza generatori di energia fotovoltaici ed eolici per produrre l'energia di cui ha bisogno. Inoltre il sistema dispone di batterie per l'accumulo di carica e alcune celle di combustibile di riserva per avere una maggiore autonomia; in questo modo si evita ai manutentori le visite troppo frequenti ai siti dove questo tipo di apparati sono montati, a volte difficilmente raggiungibili e costosi da raggiungere.
L'apparato viene sempre progettato specificamente per le condizioni ambientali in cui deve operare.